# Rieneck (famiglia)

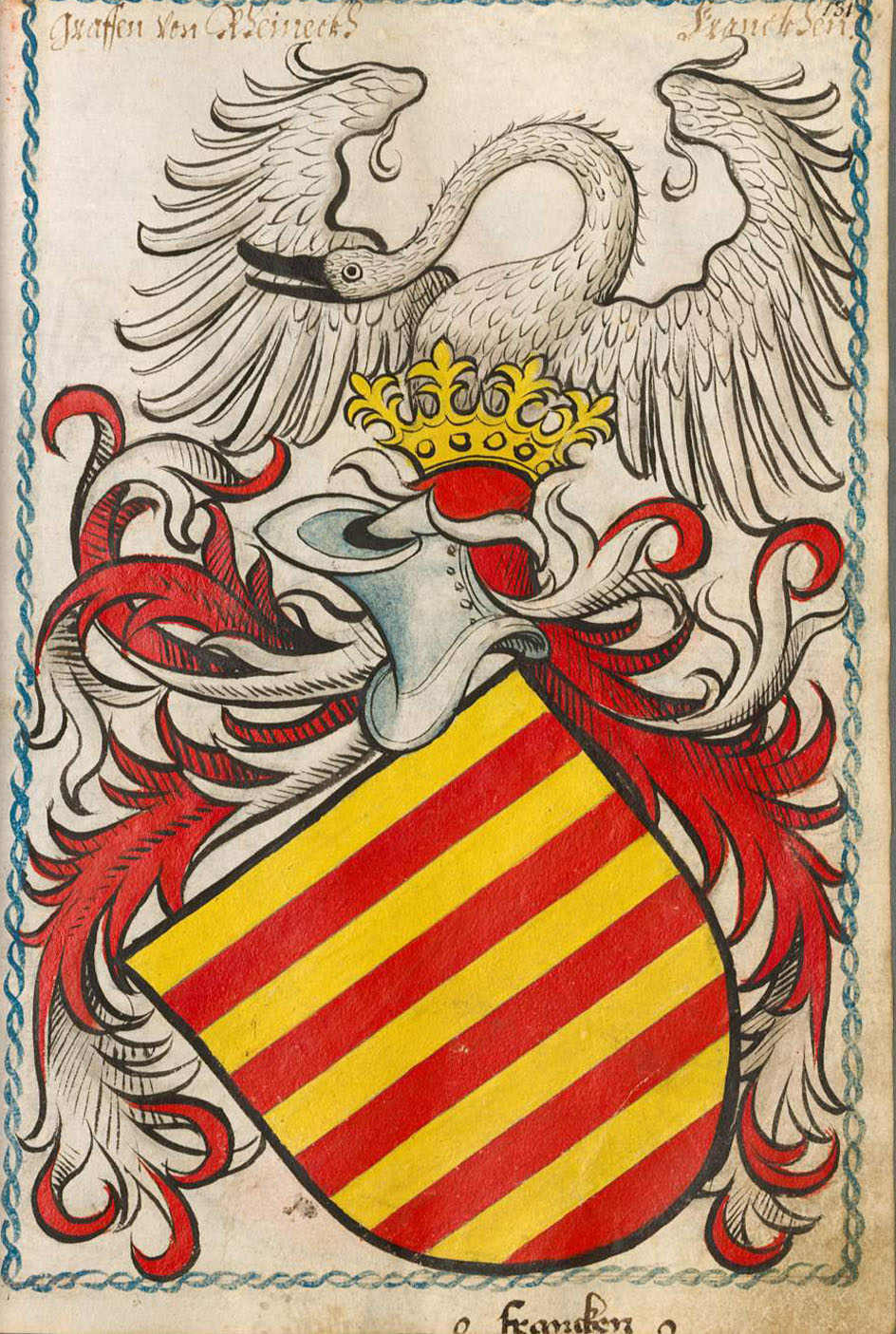
Lo stemma degli Rieneck

I conti di Rieneck erano una famiglia nobile medievale della Bassa Franconia.

## Storia
Il primo conte fu il burgravio Gerardo alla fine dell'XI secolo, che governava la zona tra Neustadt am Main, Lohr am Main e Karlstadt come vassallo dell'Arcivescovo di Magonza.
La sua unica figlia sposò il conte Arnold de Loon, Contea di Loon (1101-1139). 
A metà del XII secolo, un loro discendente, Ludovico I de Loon, assunse il nome di von Rheineck (o von Rieneck) in aggiunta ai suoi titoli, perché avanzava pretese sulla fortezza renana di Rheineck, presso l'attuale Bad Breisig. Le sue pretese si rivelarono, però, vane. 
La sua famiglia eresse un altro castello sul fiume Sinn che venne chiamato Burg Rieneck. Nel 1168 Ludovico I elesse questo castello e la città di Rieneck a centro della sua signoria. Nel giro di poco, tuttavia, il castello non apparve più adeguato e in sua vece, nell'anno 1295, Lohr am Main diventò capoluogo della signoria, oltre che posto di frontiera contro l'elettorato di Magonza. 
Alla fine del XIII secolo la contea circondava gran parte dello Spessart, parti del cosiddetto Maindreieck, il triangolo del Meno, la sommità piatta franca all'est del Mainviereck, il quadrato del Meno, la zona di Grünsfeld e territori sparsi dalla Nahe al Steigerwald. Frequenti erano quindi le tensioni di carattere legale e militare con i vicini Arcivescovi di Magonza e di Würzburg sia legali sia militari. 
Alla morte di Giovanni, nel 1366 l'Arcivescovo di Magonza pretese di assumere il dominio feudale sull'intera contea, pretesa ribadita dopo la morte di Ludovico XI (1408). 
Il riformatore Johann Konrad Ulmer da Sciaffusa introdusse la Riforma nella contea. 
La famiglia dei conti finì con Filippo III il 3 settembre 1559. I feudi furono restituiti all'Arcivescovo di Magonza e al Vescovo di Würzburg.
Nel 1673 i conti di Nostitz comprarono la contea di Rieneck. 
Dal 1815 la ex-contea Rieneck è parte della Baviera.

## Fonti
- (DE)  Otto Schecher, Die Grafen von Rieneck. Zur Geschichte eines mittelalterlichen Hochadelsgeschlechts in Franconia, Schriften des Geschichtsverein Lohr a.Main, Folge 8, 1969.